# Carcelia vaga
Carcelia vaga là một loài ruồi trong họ Tachinidae.